# Dugdalea
Dugdalea is een monotypisch geslacht van spinnen uit de  familie van de Orsolobidae.

## Soort
- Dugdalea oculata Forster & Platnick, 1985